# 로마 약탈 (1084년)
로마 약탈 (1084년)은 1084년 5월 24일, 이탈리아 남부 나폴리와 시칠리아의 정복자 로베르 기스카르(1015-1085)가 이끄는 군대가 로마에 입성한후 약탈을 자행한 사건을 말한다. 로베르의 군대가 로마로 진격한 이유는 교황의 구원요청에 따른것이였다. 카노사의 굴욕에 대해 복수하고자 독일왕 하인리히 4세가 로마를 침공하여 점령하자 교황 그레고리오 7세는 산탄젤로성으로 피신한후 로베르에게 구원요청을 보내게 되었다. 로베르의 군대가 다가오자 하인리히 4세는 전세가 불리하다고 판단하여 로마를 비우고 독일로 돌아가 버렸다. 그런데 로베르 군대는, 로마진입을 반대하는 저항세력을 진압하며 교황 구출작전을 벌이다가 약탈을 자행하고 말았다.
사흘간 진행된 약탈로 많은 건물들이 불타고 도심 곳곳이 파괴되었다. 이로 인해 로마는 과거에 반달족(AD 455년)이나 코트족(AD 546년)에게 약탈 당했을때보다 더 큰 피해가 발생했다. 약탈이 발생하게 된 근본원인은 황제와 교황간에 벌어진 권력다툼에 있다 할수 있었다. 그러나 정작 이 다툼으로 인한 피해는 고스란히 로마시민들에게 돌아갔다. 또한 금번 약탈의 특징중에 하나는 방화로 인한 피해가 매우 크게 발생했다는 점이다. 그리고 구원군이 점령군(폭도)으로 돌변하여 약탈을 자행하였다는 것이다.
교황 구출작전은 성공적이였으나 노르만족에 의한 약탈로 인해 원성이 높아지자 교황은 로마를 떠나 망명길에 올랐다. 교황 그레고리오 7세는 교회개혁에 앞장서기는 했으나 지나치게 급진적인 개혁으로 민심이반을 야기하였고 서임권 투쟁으로 교황권을 남발하여 금번재앙을 초래했다. 말년에는 로마를 떠나 망명지에서 쓸쓸하게 객사하였다.

## 배경

#### 이탈리아의 정치상황
476년 오토아케르가 서로마를 멸망시킨후 이탈리아를 통치하지만 비잔틴(동로마) 제국과 사이가 좋치 못했다. 동고트족을 이끌던 테오도릭(재위 474~526)은 비잔틴 황제의 토벌요청을 받아들여 493년 자신의 부족을 이끌고 이탈리아를 침공하였다. 오토아케르 세력을 섬멸한후 테오도릭이 이탈리아를 대리 통치하였다. 그가 통치하는 33년간 이탈리아는 평화로웠다. 그러나 526년 테오도릭이 사망하자 동고트족은 왕위계승을 놓고 분열하였다. 혼란이 지속되자 비잔틴 황제는 이탈리아를 직접 통치하기 위해 535년에 정복전쟁을 시작한다. 553년에 비잔틴이 이탈리아 정복에 성공하지만 18년간 이어진 전쟁으로 반도는 황폐해졌다.
정복이후 비잔틴(동로마)에 의한 통치는 순탄치 못했고 그 혼란한 틈을 타고 568년에 롬바르드족이 침입하여 북부 이탈리아를 점령하였다. 롬바르드족이 점차 중남부지역으로 세력을 확장하며 위협적인 세력이 되자 교황이 프랑크왕국의 개입을 요청한다. 774년 프랑크 왕국이 북부와 중부 이탈리아를 점령하며 롬바르드족은 남부로 밀려났고 비잔틴 영토는 점차 축소되어갔다. 이탈리아 남부지역은 롬바르드,프랑크,비잔틴 세력이 뒤섞여 있을뿐 주도적인 통치세력이 부재한 가운데 중소 도시국가들이 난립하여 혼란스러웠다.

#### 이탈리아에 나타난 노르만족
8세기경부터 프랑스 서쪽해안을 끓임없이 침략해온 바이킹족은 서프랑크의 골치거리였다. 카롤링거 왕조의 단순왕 샤를 3세(재위 898-922)는 생클레르쉬렙트 조약(911)을 통해 바이킹 두목 롤로에게 노르만 지방을 양도하여 사태를 수습하였다. 기독교로 개종한후 서프랑크의 봉건제후국을 건설한 노르만족은 크게 번성하였고 6대 노르망디공 윌리엄은 1066년에 잉글랜드를 정복하여 노르만 왕조의 창시자가 되었다. 11세기 들어 적극적으로 해외개척을 시도한 노르만족은 이탈리아에도 진출하였다.
7세기에 발흥한 이슬람 세력이 이집트와 북아프리카를 점령한후 북아프리카 출신 해적들이 지중해를 휩쓸고 다녔다. 이탈리아 남부의 해안과 내륙까지 해적들에 의한 약탈이 자행되며 민생은 피폐해져갔다. 이런 혼란속에 몰락한 남부이탈리아 귀족세력과 노르만 용병 기사들이 제휴하여 남부지역에서 비잔틴과 사라센세력을 몰아내기 시작했다. 11세기초부터 시작된 이런 흐름은 11세기 중반이후에 노르만족이 신흥세력으로 급부상하며 남부지역을 통합해나갔다. 그중에 가장 뛰어난 능력을 발휘한 자는 로베르 기스카르였다.  

#### 로베르 기스카르
로베르 기스카르(생몰1015-1085)는 노르망디 출신의 뛰어난 용병 지도자였다. 11세기 중반에 형제들과 이탈리아로 건너와 정복전쟁에서 활약하며 두각을 나타냈다. 교황 니콜라오 2세는 그를 아풀리아, 시칠리아, 칼라브리아의 공작에 임명하여 봉신으로 삼았다. 교황의 작위 수여로 인해 그는 합법적으로 이탈리아 남부지역의 통치자가 되었다. 교황은 군사적 원조자를 두어 비잔틴과 독일황제의 간섭을 견제하며 교황권을 높일수 있었다.
교황과 로베르가 서로 손을 잡은 것은 이런 상호간에 이해관계가 맞아떨어졌기 때문이다. 로베르는 1071년 비잔틴 제국의 마지막 이탈리아 거점인 바리를 정복하였고 1072년에 시칠리아에서 사라센을 완전히 몰아내었다. 1076년에는 롬바르드 왕국의 지술포 2세로부터 살레르노를 빼앗아 공국의 수도로 삼았다. 이로써 이탈리아 남부 전역의 지배권을 완전히 장악하였다.

#### 교황권 상승
로마주교의 수위권 확보를 위한 노력은 4세기 국교화 이후부터 수세기에 걸쳐 꾸준히 진행되었다. 교황권은 8세기 들어 프랑크 카롤링거 왕조와 밀월관계를 형성하며 동반 성장하게 된다. 751년 피핀이 무력으로 왕위를 찬탈했으나 교황 자카리아는 이를 승인하였고 이에 대한 보답으로 피핀은 756년 교황령을 기증하였다. 교황 레오 3세가 곤란한 처지에 놓이자 샤를 1세(생몰742-814)는 사태에 개입하여 원만하게 수습하며 교황의 권위를 세워 주었다. 이에 대해 교황은 800년 12월에 샤를 1세를 서로마 황제로 봉하며 대관식을 올려 보답하였다. 이와 같이 중세 교황권 상승은 세속권력과의 상호보완적 밀월관계 형성을 통한 정교유착(政敎癒着)으로 이루어졌다.

#### 혼탁한 로마정국
분할상속에 의해 프랑크 왕국이 분열되며 쇠약해지자 이탈리아에 대한 영향력도 약해졌다. 이로 인해 이탈리아에는 정국혼란이 야기되었고 아울러 로마에서도 극심한 정쟁과 당파싸움이 발생하였다. 10세기 들어서 교황직이 로마귀족들간에 투쟁의 목표가 되어버렸다. 교황권이 강해지며 세속화되었기 때문이다. 교회가 정쟁에 휘말리자 쉽게 부패하기 시작했다. 이러한 교회부패의 근본원인중 하나는 로마의 성직자들과 귀족들에 의해 교황이 선춛되었기 때문이였다.(추기경단에 의해 교황이 선출되는 제도는 1059년이 되어서야 제정되었다.)

#### 타락하는 로마 카톨릭
귀족들의 권력다툼을 통해 자질이 부족한 교황이 선출되자 서로마 교회는 본격적인 타락의 길을 걸었다. 귀족가문 출신 마로치아(890-937)로 인해 창부정치가 시작되었고, 10세기 로마의 정국은 혼탁해져 '암흑의 세기'에 접어들었다. 963년 오토 대제(생몰 912-973)의 개입으로 정화되는듯 하던 교회는 교황 베네딕토 9세(생몰1012-1056)에 이르러 교황직을 매각하는 전무후무한 사건이 발생한다. 교회의 혼란은 여기에서 끄치지 않고 동시에 3명의 교황이 이탈리아에 존재하는 초유의 사태가 벌어진다. 개혁의 요구가 거세게 일어났으며 개혁파 추기경들도 자체개혁의 한계를 절감하며 독일왕 하인리히 3세(생몰1017-56)의 개입을 요청할 수 밖에 없었다.

#### 하인리히 3세의 개입
1046년 하인리히 3세가 군대를 이끌고 이탈리아로 들어와 3명의 교황을 모두 폐위 시킨후 독일출신 클레멘스 2세(재위 1046-47)를 교황으로 추천한다. 이후에도 연이어 3명의 교황에 대해 사실상 임명권을 행사하며 교회를 개혁하고 로마정국의 안정을 도모하였다. 하인리히 3세의 노력은 긍정적인 결과가 발생하기도 하였으나 한편으로는 세속권력에 의해 교권이 지나치게 간섭받는 결과를 초래하여 교회 내부의 반발을 불러 일으켰다. 1056년 황제 하인리히 3세가 죽고 그의 아들 하인리히 4세가 6살의 어린나이로 즉위하자 로마교회는 이를 기회로 삼아 세속권력으로부터 독립을 시도했다. 가장 먼저 교황선출은 추기경단의 선거로 결정하는 법령을 만들어서 교황선출에 대한 황제의 영향력을 차단하였다.(1059년) 교회개혁의 노력들은 1073년 그레고리오 7세가 교황으로 즉위한후에 지나치게 과격하고 급진적 형태로 진행되었다.

#### 그레고리오 7세의 등장
힐데브란트는 추기경 시절부터 개혁파의 중심인물이였으며 1073년 높은 지지율속에 교황으로 즉위했다. 그는 교회개혁에 대한 자기확신과 신념이 지나치게 확고한 나머지 급진적인 개혁을 추진하였다. 1075년에 세속군주에 의한 성직자 임명을 금하는 교령을 반포하였다. 또한 '교황의 통치권에 관한 교령'을 통해 교황지상주의를 표방하였다. 특히 교황은 황제를 폐위시킬수 있다는 조항을 포함시켜서 평신도에 의한 서임권 금지 법령과 더불어 성속간에 권력다툼에 불씨를 만들었다.

#### 서임권 투쟁
서임권(敍任權)은 중세 초기부터 관례상 세속권력자가 행사해왔다. 교회영지가 주어지는 고위 성직자는 세속직무도 수행하였으며 공식적으로는 독신이였기에 세습이 불가능했다. 사후(死後)에 봉토(封土)가 황실에 되돌아오는 장점도 있기 때문에 황제에게 있어서 서임권은 성직매매와 측근기용을 통한 권력강화의 수단이였다. 교황은 부왕의 급사(急死)로 6살이라는 어린나이에 하인리히 4세가 즉위한후 왕권이 약해지자 기회를 놓치지 않고 교회개혁을 빌미로 황제의 교황임명권과 서임권 박탈을 시도하였다. 추기경시절 독일을 수차례 방문했었고 장기간 체류한 경험이 있었던 그레고리오 7세은 독일정세에 밝았다. 그래서 과감하게 밀어붙일수 있었고 신속한 초기 대응으로 서임권 투쟁 초반에 승기를 잡을 수 있었다.
교황 그레고리오 7세와 하인리히 4세간에 서임권 투쟁은 밀라노 대주교 임명을 놓고 본격적으로 표면화되었다. 롬바르디아가 위치한 북이탈리아는 지리적인 이점 때문에 지중해 무역을 통해 많은 부가 창출되었다. 교통의 요충지이기도 하였던 이 지역은 당시 유럽에서 가장 부유한 곳이었다. 특히 밀라노는 이탈리아 제2의 도시로서 상공업과 국제무역이 발달한 경제중심지였다. 로마가 가장 큰 도시였지만 정치와 종교의 중심지였을 뿐이다. 따라서 밀라노의 주교가 되는 것은 북이탈리아에서 산출되는 막대한 부를 얻을 기회이기도 했다.

## 약탈

#### 카노사의 굴욕
교황 그레고리오 7세의 급진적인 개혁에 하인리히 4세가 크게 반발하자 교황은 1076년에 그를 파문하였다. 이는 전대미문의 조치였다. 그 어떠한 교황도 세속군주를 직접적으로 파문한 선례가 없었다. 아울러 교황은 하인리히 4세를 도와주는 귀족이나 사제도 파문하겠다고 경고하였다. 하인리히 4세는 계속 대적하고자 했으나 귀족들이 등을 돌리며 새로운 황제 추대 움직임을 보였다. 권력 장악력이 약했던 시절이라 상황이 갑자기 하인리히 4세에게 매우 불리하게 돌아갔다. 입지가 좁아진 하인리히 4세는 어쩔 수 없이 교황에게 굴복할수 밖에 없었다. 사절단을 보내 용서를 구했으나 거절당하자 직접 교황을 만나고자 이탈리아로 향했다.
그레고리오 7세는 막상 하인리히 4세를 파문하였으나 전례없던 조치를 취했던 터라 내심 불안해 하고 있었다. 이런 상황에 하인리히 4세가 이탈리아로 오고 있다는 소식을 접하자 군대를 이끌고 오는것으로 판단하고 카노사 성으로 황급히 도피하였다. 이해관계에 따라 처신이 급변하며 권력다툼에 눈먼 로마의 토착귀족들을 믿을 수 없었기에 피신하는게 이롭다는 판단이 들었다. 카노사 성은 해발 600m 산꼭대기에 위치하여 있는 난공불락의 성이였고 이런 지형에서 겨울철 공성전은 불가능했기에 가장 안전한 장소라 볼 수 있었다.
1077년 1월 25일 황제 하인리히 4세가 교황이 피신한 이탈리아 북부 카노사 성문밖에서 나타났으나 예상과달리 참회자의 모습을 하고 있었다. 그리고 추운 성밖에서 교황에게 3일동안 용서를 빌었다. 교황은 측근들의 중재에 떠밀리듯 용서를 하고 파문을 철회하였다. 간신히 사면을 받은 하인리히 4세는 독일로 귀국한후 반대파 영주들과의 오랜 권력다툼에서도 승리하여 1080년 권력장악에 성공한다. 이후 하인리히 4세는 교황에 대한 복수의 칼날을 갈며 기회를 엿보게 되었다.

#### 독일의 로마 침공
1080년 하인리히 4세는 이탈리아로 원정을 통해 카노사의 성주 마틸다를 패퇴시켰다. 후방에 껄끄러운 마틸다를 남겨두고 로마에서 공성전을 펼칠수는 없었기에 우선적으로 정리를 하였던 것이다. 1081년에 드디어 하인리히 4세(재위1056-1105)가 복수를 위하여 로마에 도착하였다. 이번 원정은 비잔틴 황제의 지원도 있었다. 당시 노르만족인 로베르가 이탈리아 남부에서 비잔틴(동로마) 세력을 몰아낸후 비잔틴 영토인 발칸반도를 침공해 들어갔다. 비잔틴 황제는 로베르의 힘을 분산시키기 위해 하인리히 4세에게 이탈리아 공격을 요청하였다. 하인리히 4세가 교황과 앙숙임을 이용한 것으로 막대한 지원금을 보내며 공격시 추가적으로 많은 보상을 약속했다.
하인리히 4세의 로마 정복은 예상 밖으로 쉽지 않았다. 로마에는 튼튼한 아우렐리아누스 성벽이 버티고 있었으며 남부 이탈리아의 노르만족들로부터 군사적 지원을 받고 있었기 때문이다. 그러나 포위공격과 회유, 로마귀족들을 매수하는등 3년에 걸친 노력끝에 1084년 3월 21일 정복에 성공한다. 라테라노궁에 거처를 마련한 하인리히 4세가 가장 먼저 한일은 로마의회를 소집하여 교황 그레고리오 7세를 폐위 시키는 일이였다. 또한 라벤나의 주교 귀베르트를 새로운 교황 클레멘스 3세로 옹립한후 1084년 3월 31일에 신성로마제국 황제로서 대관식을 올렸다.

#### 로베르의 군사개입
산탄젤로 성으로 피신한 교황 그레고리오 7세(재위 1073-85)는 로베르에게 구원요청을 보냈다. 노르만족인 로베르는 교황의 안위 따위에는 큰 관심이 없었다. 다만 독일이 로마를 점령하며 자신에게 위협적인 세력으로 다가오자 개입에 필요성이 생긴것이다. 로베르는 교황과 황제간에 서임권 투쟁중에 황제의 편을 들었으며 여러 가지 다른 일들로 인해 파문당한적이 있었다. 교황의 파문은 하인리히 4세와는 달리 로베르의 정치적 입지 약화나 권력누수를 야기시키지 못했기에 크게 신경쓸일은 못되었다. 파문 당한후 수년만에 교황과 화해를 하였고 그로인해 파문은 취소되었으나 관계는 줄곧 과히 원만치 못했다.

#### 교황 구출작전과 로마약탈
1084년 5월에 3만 6,000명의 군사를 이끌고 로베르가 로마로 진격했다. 소식을 접한 황제 하인리히 4세는 전세가 불리하다고 판단하여 로베르가 도착하기 3일전에 퇴각해버렸다. 한편 반교황파(반 그레고리오) 세력은 로베르 군대의 로마진입을 반대하며 성문을 걸어잠구고 농성전에 돌입하였다. 이들은 교황 그레고리오 7세의 지나치게 급진적인 개혁에 대해 반발을 너머 적개심을 품고있었다. 더욱이 교황권을 남용하여 서임권 분쟁을 일으켰고 이로 인하여 독일군대가 로마를 3년동안 포위,공격함에 따라 외부와 교류가 단절되며 민생경제가 매우 어려워졌다. 그러나 교황은 끌까지 고집을 부리며 책임있는 조치를 취하지 않았다.
로베르는 군대의 본진을 로마시 동쪽 로렌초 성문 밖에 주둔시켜서 로마군의 주의를 묶어두었다. 그리고 야음을 틈타 약 1,500명 규모의 병력을 이끌고 라티나 성문쪽을 기습공격하였다. 아우렐리아누스 성벽중에 가장 방어가 허술한 지점을 공략한것은 주효했다. 도성안으로 진입에 성공한 병사들은 도심 곳곳에 불을 질러 소란을 피우고 주의력을 분산시켰다. 혼란한 틈을 이용하여 로베르의 군대는 도심을 빠르게 가로질러 산탄젤로 성으로 진입한후 교황을 구출하였다. 구출 작전중에 저항군과 시가전이 벌어졌고 이 과정중에 약탈도 자행되었다.
약탈이 종료된후 도시 로마는 만신창이가 되었다. 금번 약탈의 특징은 도시 곳곳 불을 질러서 건물들이 많이 소실되었다는 점이다. 특히 성당들에 불을 많이 질렀는데 이는 당대의 성당들이 군사적 기능도 수행했기 때문이다. 성당은 견고한 석조건물로서 천연요새 역할을 했다. 성당 방화는 그곳에 숨어있는 저항군을 제압 혹은 몰살시키기 위한 조치였다.

## 영향
로베르가 이끄는 군대로 인해 하인리히 4세가 물러나자 교황은 다시 자유의 몸이 되었지만, 그와 제휴한 로베르 군대의 약탈행위에 대해 로마 시민들이 분개하며 로마를 떠나라고 압박을 가하였다. 어쩔수 없이 교황 그레고리오 7세는 망명길에 올랐다. 로베르는 교황을 호위하여 남쪽 살레르노로 철수했다. 사실상 축출당한 교황은 망명지에서 말년을 지내다 1085년 5월 25일에 그곳에서 객사했다.
교황은 숨을 거두면서 “나는 정의를 사랑하고 불의를 미워했다. 이로 인해 나는 망명지에서 죽는다”는 말을 남겼다고 한다. 그레고리오 7세는 선종하기 3일 전에 하인리히 4세와 대립 교황 클레멘스 3세로 즉위한 라벤나의 귀베르트를 제외하고 그가 파문을 선고한 모든 사람을 사면하였다.

## 같이 보기
- 로마의 역사